# Zhao E

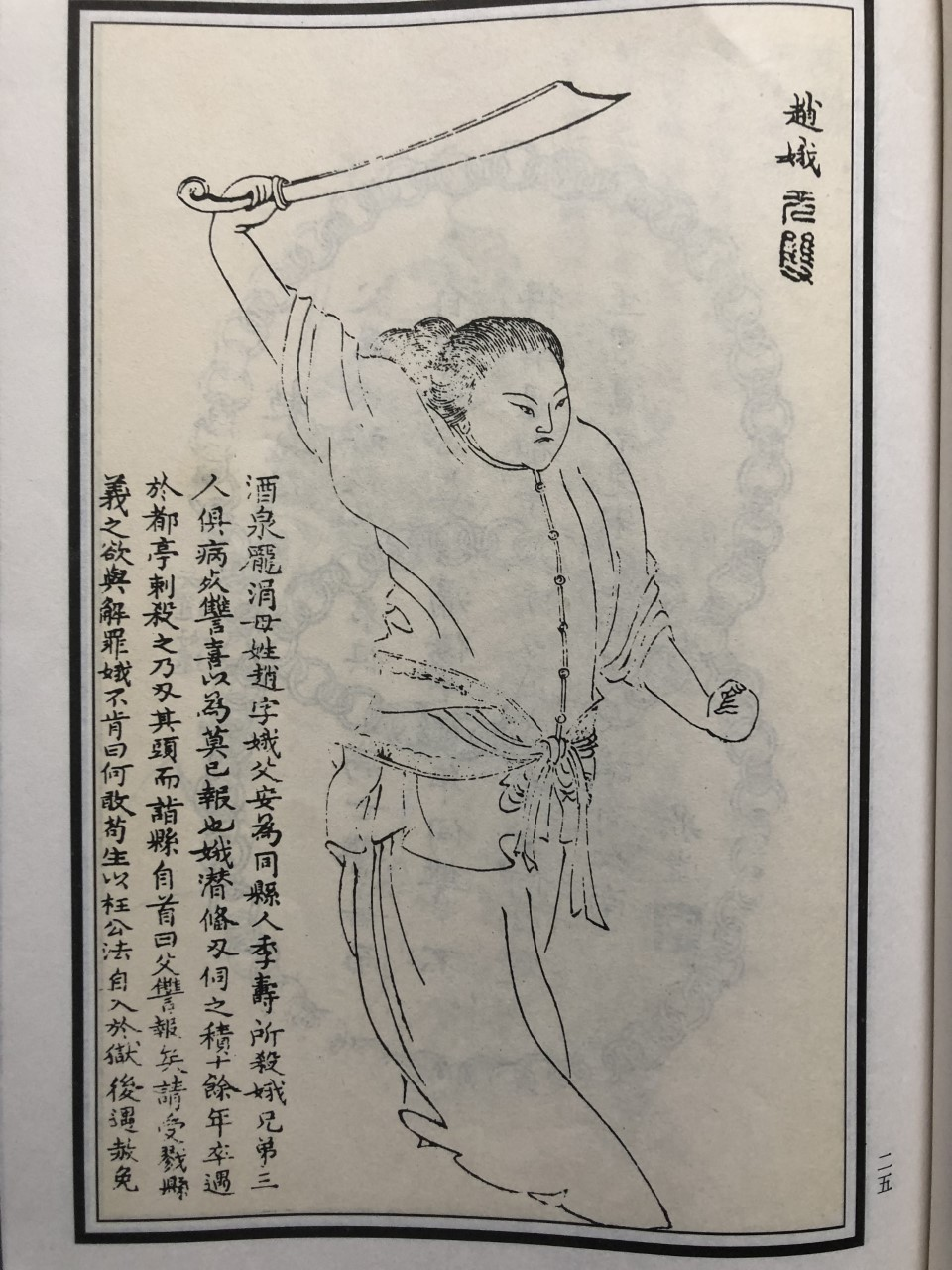
Zhao E zoals afgebeeld in de Wu Shuang Pu (無雙譜, Boek van weergaloze helden) geschreven door Jin Guliang

Zhao E (Chinees: 趙娥) of Pang E (Chinees: 龐娥) was een adellijke dame die getrouwd was met de hooggeplaatste politicus Pang Zi Xia (龐子夏) en leefde in Jiuquan (vroeger Fulu en Suzhou geheten) in de Gansu provincie in China, van de late Han dynastie tot de Drie Koninkrijken. Toen zij de moord op haar vader wreekte kreeg ze gratie in plaats van de doodstraf.

## Leven
De vader van Zhao E, Zhao Jun An (赵君安), werd vermoord in het jaar 179 door Li Shou (李壽), een machtige landheer uit dezelfde regio. Zhao E en haar drie broers beraamde een moordaanslag op Li Shou maar voordat deze plaats kon vinden overleden de broers aan de pest. Dat was voor Shou de aanleiding om dit te vieren als een overwinning op de Zhao familie, immers de Zhao mannen uit de familie waren allen dood en verwacht werd dat hij van Zhao E als vrouw niets had te vrezen. Toen Li Shou zich weer veilig waande en weer alleen ging reizen greep Zhao E haar kans en doodde de moordenaar met een zwaard. Zij gaf zichzelf daarna aan en verwachte de straf te krijgen die stond voor moord, de doodstraf. In plaats van de doodstraf werd haar gratie verleend op grond van kinderlijke gehoorzaamheid. Haar daad werd gezien als heldhaftig en werd genoteerd in Huangfu Mi's Biografieën van voorbeeldige vrouwen (列女傳). Haar zoon Pang Yu (庞玉) verkreeg door deze daad de titel van markies van Guannei (关内侯) tijdens het regime van keizer Cao Pi.
Zhao E is afgebeeld in de Wu Shuang Pu geschreven door Jin Guliang.